# René Colle

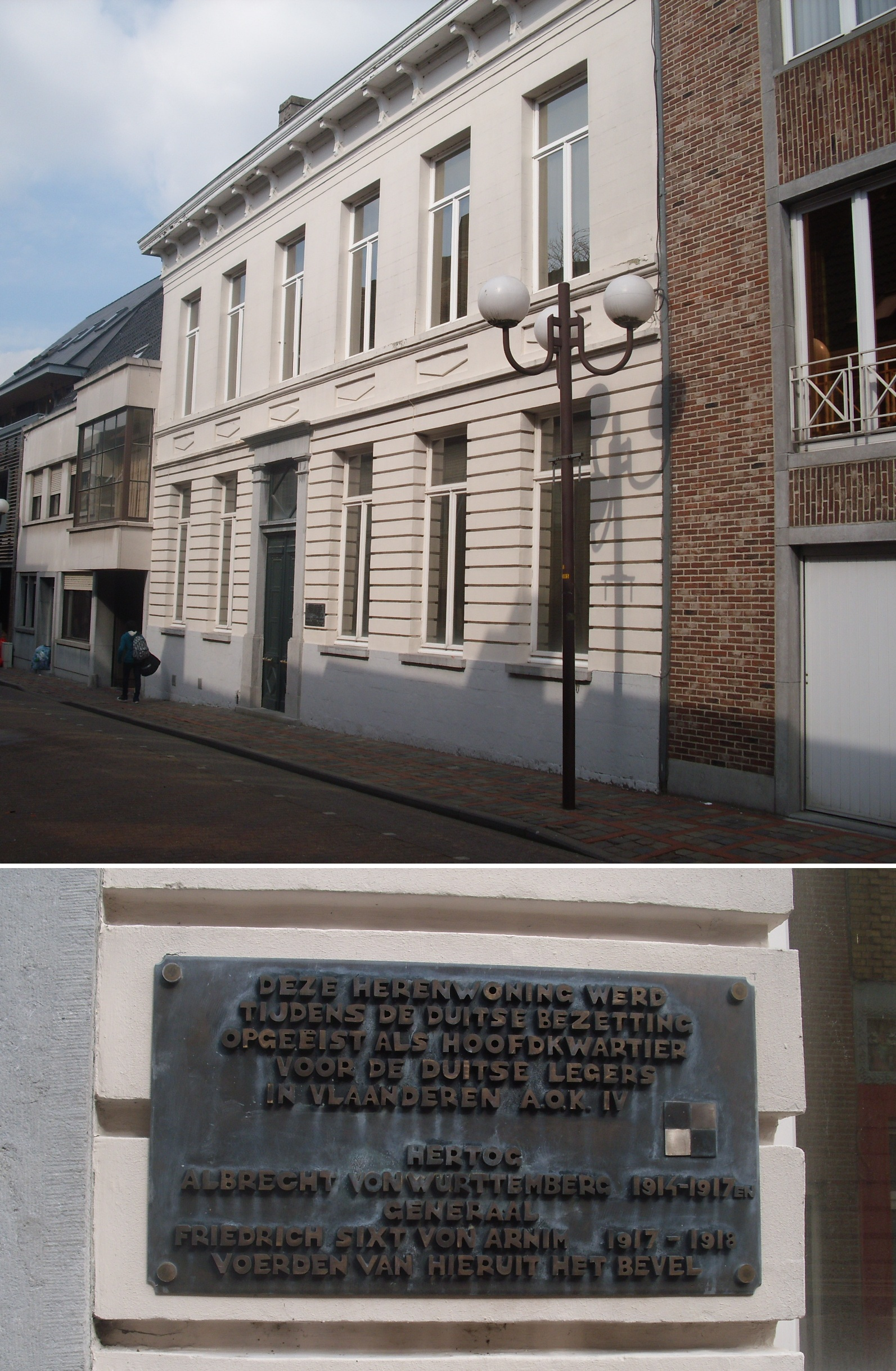
De woning van René Colle die in 1914 werd opgeëist.

René Colle (Tielt, 30 augustus 1873 - 12 juni 1957) was een Belgisch politicus en bierbrouwer. Hij was de oudste zoon van Isidore Colle (1844-1899) en Theresia Geerts. Isidore was sinds 1872 brouwer in de Kortrijkstraat. In 1892 werd hij schepen van Tielt tot aan zijn overlijden.

## Politicus en brouwer
Colle was de broer van monseigneur Georges Colle. Na zijn huwelijk in 1897 met de bankiersdochter Justina Loontjens ging het gezin van René Colle wonen in Drongen, om vanaf 1903 terug te komen naar Tielt, in de Hoogstraat. Ondanks zijn diploma van doctor in de rechten bestuurde hij de brouwerij, die actief bleef tot in 1935. De woning zelf werd in 1914 opgeëist door de Duitse bezetter. Hertog Albrecht van Württemberg (1865-1939) nam er zijn intrek als opperbevelhebber van het 4de Duitse leger. De familie Colle vluchtte naar Engeland.
René Colle werd gemeenteraadslid in 1907 en schepen in 1914. In 1932 werd hij opnieuw gemeenteraadslid, om in 1933 burgemeester te worden. In 1941 werd hij door de bezetter afgezet, om na de bevrijding van 1944 nog een tweetal jaar de burgemeesterssjerp te omgorden. Van 1945 tot 1946 was hij tevens senator voor het arrondissement Roeselare-Tielt als opvolger van de ontslagnemende Charles Gillès de Pelichy.
Zijn oudste zoon Henry was chirurg en lag vanaf 1930 mee aan de basis van de uitbouw van het Sint-Andriesziekenhuis aan de Krommewalstraat. Hij maakte zich in beide wereldoorlogen verdienstelijk, eerst als oorlogsvrijwilliger en later als geneesheer. Hij was tevens de stichter van de Tieltse Rode Kruisafdeling.